# José Brahm
José Brahm Appel (Puerto Montt, 11 de julio de 1881 - 24 de agosto de 1960) fue un agricultor y político radical chileno. Hijo de Christian Brahm Sprenger y Ana María Appel Biewer. Contrajo matrimonio con Ana Celia Yuraszeck Doggenweiler (1896).
Fue enviado a la capital a estudiar, egresando su secundaria del Colegio de los Sagrados Corazones de Santiago. Después retornó a la zona sur a dedicarse a las labores agrícolas en el fundo de su padre.
Miembro del Partido Conservador. Elegido Alcalde de la Municipalidad de Puerto Montt (1925-1927). 